# Розмарі Чуквума
Розмарі Чуквума (англ. Rosemary Chukwuma; нар. 5 грудня 2001) — нігерійська легкоатлетка, яка спеціалізується у бігу на короткі дистанції.

## Спортивні досягнення
Фіналістка (4-е місце) змагань з естафетного бігу 4×100 метрів на чемпіонаті світу (2022).
Чемпіонка (2022) та бронзова призерка (2018) Ігор Співдружності в естафетному бігу 4×100 метрів.
Чемпіонка Африканських ігор в естафетному бігу 4×100 метрів (2019).
Чемпіонка юнацьких Олімпійських ігор у бігу на 100 метрів (2018).
Рекордсменка Африки в естафетному бігу 4×100 метрів (42,10; 2022).